# قائمة أعمال محمود ذو الفقار
محمود ذو الفقار (18 فبراير 1914 - 22 مايو 1970)، مخرج وممثل ومؤلف ومنتج سينمائي مصري مشهور.

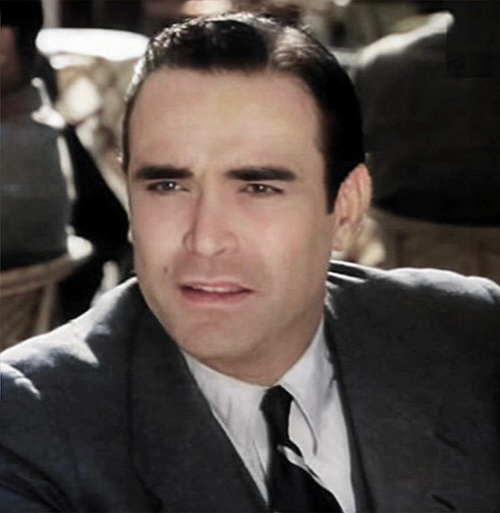
محمود ذو الفقار

هذه قائمة أفلام من تأليف وإخراج محمود ذو الفقار مرتبة حسب السنوات تنازليا:

## التأليف

### عقد 1960
- حكاية 3 بنات 1968 مالك القصة
- ثمن الحب 1963 مالك القصة والسيناريو والحوار
- إمرأة في دوامة 1962 كمؤلف
- لا تذكريني 1961 مالك السيناريو والحوار
- المراهق الكبير 1961 مالك القصة والسيناريو والحوار

### عقد 1950
- نساء محرمات 1959 حوار وإخراج
- شباب اليوم 1958 مالك القصة والسيناريو والحوار
- توبة 1958 كمؤلف
- رحلة غرامية 1957 مالك القصة والسيناريو والحوار
- رنة الخلخال 1955 مالك السيناريو
- الأرض الطيبة 1954 كمؤلف
- خدعنى أبى 1951 مالك القصة والسيناريو والحوار
- قسمة ونصيب 1950 مالك القصة والسيناريو والحوار
- أخلاق للبيع 1950 مالك السيناريو والحوار

### عقد 1940

ملصق فيلم الفلوس (1945)

- فوق السحاب 1948 مالك السيناريو والحوار
- هدية 1947 مالك القصة والسيناريو والحوار
- عودة طاقية الإخفاء 1946 مالك السيناريو والحوار
- الفلوس 1945 مالك السيناريو والحوار
- طاقية الإخفاء 1944 مالك السيناريو والحوار
- ابنتى 1944 مالك السيناريو والحوار
- وادى النجوم 1943 مالك السيناريو والحوار
- ابن البلد 1942 مالك السيناريو والحوار
- ليلة الفرح 1942 مالك القصة والسيناريو والحوار
- الورشة 1940 مالك القصة والسيناريو والحوار

## الإخراج

### عقد 1970
- رجال بلا ملامح 1972
- برج العذراء 1970
- أنا وزوجتي والسكرتيرة 1970
- حب المراهقات 1970
- امرأة زوجي 1970

### عقد 1960
- فتاة الاستعراض 1969
- الحب سنة 70 1969
- أسرار البنات 1969
- روعة الحب 1968
- حكاية 3 بنات 1968
- أجازة غرام 1967
- القبلة الأخيرة 1967
- نورا 1967
- الخروج من الجنة 1967
- المراهقة الصغيرة 1966
- عدو المرأة 1966
- الثلاثه يحبونها 1965
- أغلى من حياتي 1965
- للرجال فقط 1964
- المتمردة 1963
- الأيدي الناعمة 1963
- سنوات الحب 1963
- ثمن الحب 1963
- امرأة في دوامة 1962
- لا تذكريني 1961
- المراهق الكبير 1961
- موعد مع الماضي 1961
- الحب كده 1961
- بلا دموع 1961
- الرباط المقدس 1960
- العملاق 1960

### عقد 1950
- نساء محرمات 1959
- المرأة المجهولة 1959
- شباب اليوم 1958
- توبة 1958
- رحلة غرامية 1957
- رنة الخلخال 1955
- بنت الجيران 1954
- الأرض الطيبة 1954
- غلطة العمر 1953
- آمنت بالله 1952
- خدعني أبى 1951
- قسمة ونصيب 1950
- أخلاق للبيع 1950

### عقد 1940
- الليل لنا 1949
- فتاة من فلسطين 1948
- فوق السحاب 1948
- هدية 1947
- تحيا الستات 1944